# أندريا فافيلي
أندريا فافيلي (بالإيطالية: Andrea Favilli)‏، (مواليد 17 مايو 1997)، هو لاعب كرة قدم إيطاليا يلعب في مركز الهجوم مع جنوى الإيطالي بنظام الإعارة من يوفنتوس.

## مسيرته الكروية
بدأ فافيلي مسيرته المهنية في أكاديمية شباب ليفورنو.
تم إعارته إلى يوفنتوس في 2 فبراير 2015 ولعب في فريق يوفنتوس للشباب. شارك لأول مرة بالدوري الإيطالي في 7 فبراير 2016 ضد فروسينوني. حيث دخل كبديل لألفارو موراتا في الدقيقة 93 من مباراة الفوز خارج ملعبه 2–0.
تمت إعارته إلى أسكولي لموسم 2016–17، وبعد ذلك إنتقل بشكل رسمي إلى أسكولي مقابل 3 ملايين يورو.
في 15 يونيو 2018، إنتقل فافيلي إلى يوفنتوس مقابل 7.5 مليون يورو.
في 10 أغسطس 2018، إنتقل فافيلي إلى جنوى بنظام الإعارة لمدة موسم واحد مقابل 5 ملايين يورو، مع خيار أحقية الشراء بـ7 ملايين يورو إضافية.

## مسيرته الدولية
شارك مع منتخب إيطاليا تحت 19 سنة في بطولة أوروبا تحت 19 سنة، ووصل إلى نهائي البطولة.
شارك لأول مرة مع منتخب إيطاليا تحت 21 سنة في 23 مارس 2017، في مباراة ودية ضد بولندا.
شارك مع منتخب إيطاليا تحت 21 سنة في كأس العالم تحت 20 سنة 2017، حيث أحتلت إيطاليا إلى المركز الثالث.

## الإنجازات
يوفنتوس
- الدوري الإيطالي (1): 2015–16

## وصلات خارجية
- أندريا فافيلي على موقع قاعدة بيانات كرة القدم.إي يو (الإنجليزية)
- أندريا فافيلي على موقع Soccerway.com (الإنجليزية)
- أندريا فافيلي على موقع عالم كرة القدم.نت (الإنجليزية)
- أندريا فافيلي على موقع AS.com (الإسبانية)

- أندريا فافيلي على Soccerway